# Los Cristianos
Los Cristianos es una localidad situada en el municipio de Arona, en la isla de Tenerife, Canarias, España. Es uno de los principales centros turísticos de Tenerife y de las Islas Canarias. En el año 2018 contaba con una población de 16 077 habitantes, siendo la localidad más poblada de su municipio (de 79 448 habitantes), y junto a San Isidro, las dos mayores del sur de la isla canaria. Junto con las localidades de Playa de Las Américas y Costa Adeje forman el conglomerado turístico más importante de Canarias, donde acuden cerca de 5 millones de visitantes cada año. 
Del primer asentamiento poblacional nace el puerto de Los Cristianos, fundamental para el desarrollo del pueblo pesquero. El recinto portuario de Los Cristianos es un puerto con un importante tráfico de pasajeros, comunicando mediante líneas regulares de transporte marítimo las islas de La Gomera, El Hierro y La Palma con este punto de la isla capitalina.
Cuenta con cuatro playas: dos de arena dorada (Los Cristianos y Las Vistas), y dos de callao (Los Tarajales y El Callao).

## Características

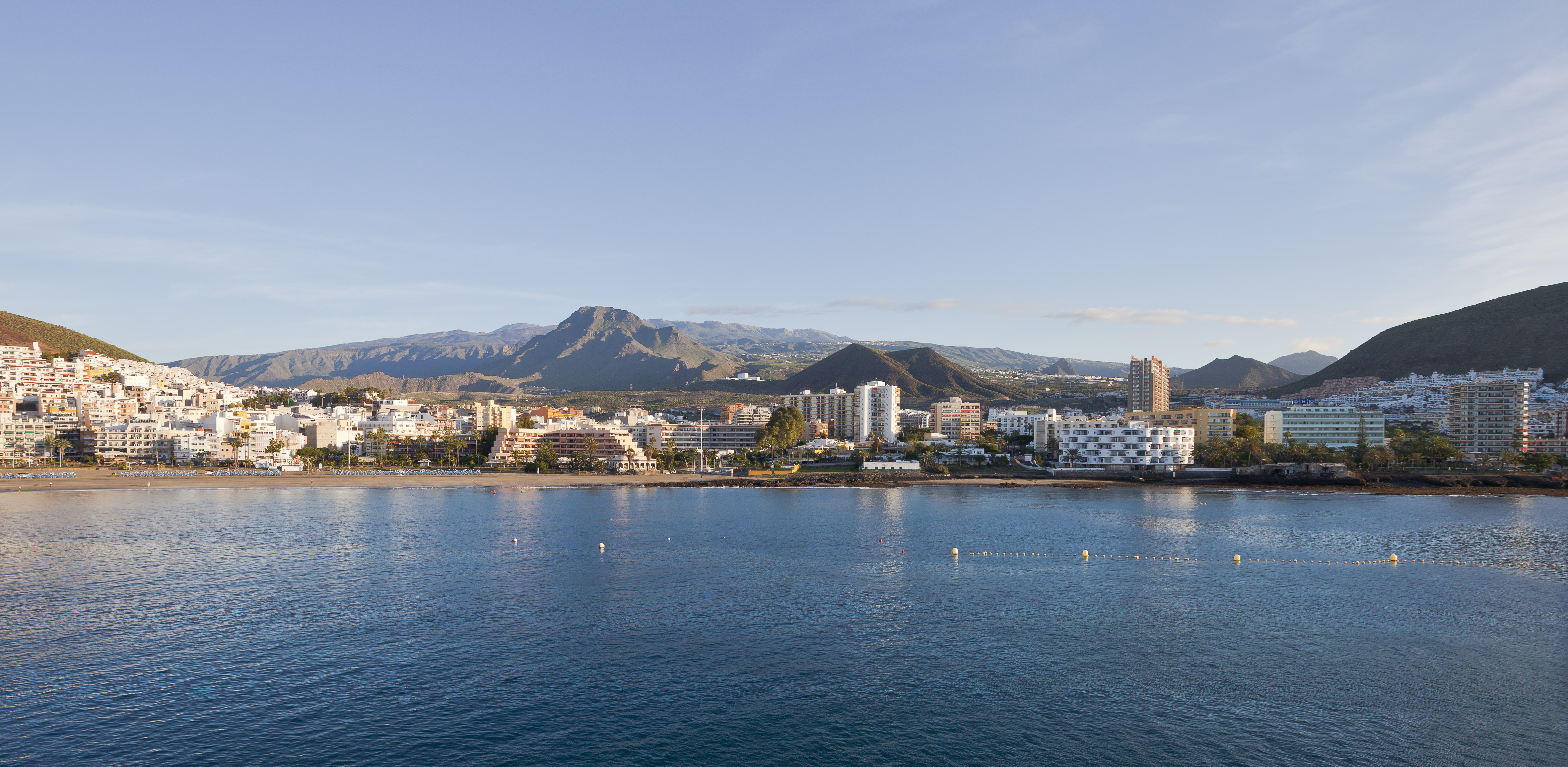
Bahía de Los Cristianos (Arona)

Los Cristianos es una localidad costera y turística. Está formada por los núcleos poblacionales de Los Cristianos y Oasis del Sur, ubicada en una planicie entre las elevaciones de Montaña Chayofita —paraje de interés turístico— y Montaña de Guaza —espacio natural protegido—. La capital municipal, Arona, se halla a 9 kilómetros al norte.
La localidad cuenta con los centros de educación infantil y primaria Pérez Valero y Los Cristianos, los institutos de enseñanza secundaria Los Cristianos e Ichasagua, la guardería municipal San José, varios centros sociales; el Centro Cultural de Los Cristianos, con el Auditorio Infanta Leonor, y la escuela municipal de música; varias instalaciones deportivas, una escuela municipal de vela; una Escuela Oficial de Idiomas y un Instituto Social de la Marina; varios centros comerciales; la iglesia parroquial de Nuestra Señora del Carmen, así como otros templos cristianos; parques, jardines, plazas públicas, parques infantiles, oficinas de Correos, gasolineras y comercios.
Los Cristianos, cercano a otra zona turística como es Playa de Las Américas, ha experimentado una fuerte expansión urbanística alrededor de su puerto y playa a partir del boom turístico. Cuenta con una gran oferta alojativa que incluye apartamentos y hoteles de todas las categorías.
Parte de la superficie de Los Cristianos se incluye en el espacio natural protegido del Monumento Natural de la Montaña de Guaza.

### Clima
Los Cristianos presenta un clima subtropical seco con escasa variación entre una estación y otra. La temperatura máxima media del mes más caluroso, agosto, es de 29 °C y la temperatura máxima del mes más frío, enero, 23 °C, así como la mínima media de ambos meses 23 y 16 °C respectivamente. No obstante se pueden presentar fenómenos adversos, como un ascenso acusado de la temperatura debido a los vientos de origen este y suroeste que traen consigo calima (polvo en suspensión proveniente del desierto del Sáhara); esto es más común en los meses de verano pero puede ocurrir en cualquier época del año. La temperatura rara vez llega a superar los 32 grados centígrados.
| Parámetros climáticos promedio de Los Cristianos (1982-2012) | Parámetros climáticos promedio de Los Cristianos (1982-2012) | Parámetros climáticos promedio de Los Cristianos (1982-2012) | Parámetros climáticos promedio de Los Cristianos (1982-2012) | Parámetros climáticos promedio de Los Cristianos (1982-2012) | Parámetros climáticos promedio de Los Cristianos (1982-2012) | Parámetros climáticos promedio de Los Cristianos (1982-2012) | Parámetros climáticos promedio de Los Cristianos (1982-2012) | Parámetros climáticos promedio de Los Cristianos (1982-2012) | Parámetros climáticos promedio de Los Cristianos (1982-2012) | Parámetros climáticos promedio de Los Cristianos (1982-2012) | Parámetros climáticos promedio de Los Cristianos (1982-2012) | Parámetros climáticos promedio de Los Cristianos (1982-2012) | Parámetros climáticos promedio de Los Cristianos (1982-2012) |
| Mes                                                          | Ene.                                                         | Feb.                                                         | Mar.                                                         | Abr.                                                         | May.                                                         | Jun.                                                         | Jul.                                                         | Ago.                                                         | Sep.                                                         | Oct.                                                         | Nov.                                                         | Dic.                                                         | Anual                                                        |
| ------------------------------------------------------------ | ------------------------------------------------------------ | ------------------------------------------------------------ | ------------------------------------------------------------ | ------------------------------------------------------------ | ------------------------------------------------------------ | ------------------------------------------------------------ | ------------------------------------------------------------ | ------------------------------------------------------------ | ------------------------------------------------------------ | ------------------------------------------------------------ | ------------------------------------------------------------ | ------------------------------------------------------------ | ------------------------------------------------------------ |
| Temp. máx. media (°C)                                        | 23.2                                                         | 23.4                                                         | 24.0                                                         | 24.2                                                         | 25.5                                                         | 27.5                                                         | 28.1                                                         | 29.4                                                         | 28.9                                                         | 27.1                                                         | 25.1                                                         | 24.1                                                         | 26                                                           |
| Temp. media (°C)                                             | 20.2                                                         | 20.4                                                         | 21.2                                                         | 22.6                                                         | 23.9                                                         | 24.8                                                         | 25.2                                                         | 26.1                                                         | 26.0                                                         | 24.6                                                         | 22.0                                                         | 21.0                                                         | 23                                                           |
| Temp. mín. media (°C)                                        | 16.0                                                         | 16.2                                                         | 17.8                                                         | 18.1                                                         | 19.3                                                         | 20.2                                                         | 21.3                                                         | 22.8                                                         | 22.7                                                         | 21.1                                                         | 19.0                                                         | 17.0                                                         | 19.2                                                         |
| Precipitación total (mm)                                     | 48                                                           | 43                                                           | 28                                                           | 15                                                           | 3                                                            | 2                                                            | 0                                                            | 0                                                            | 10                                                           | 24                                                           | 52                                                           | 57                                                           | 282                                                          |
| Fuente: Climate-data.org                                     |                                                              |                                                              |                                                              |                                                              |                                                              |                                                              |                                                              |                                                              |                                                              |                                                              |                                                              |                                                              |                                                              |

## Historia

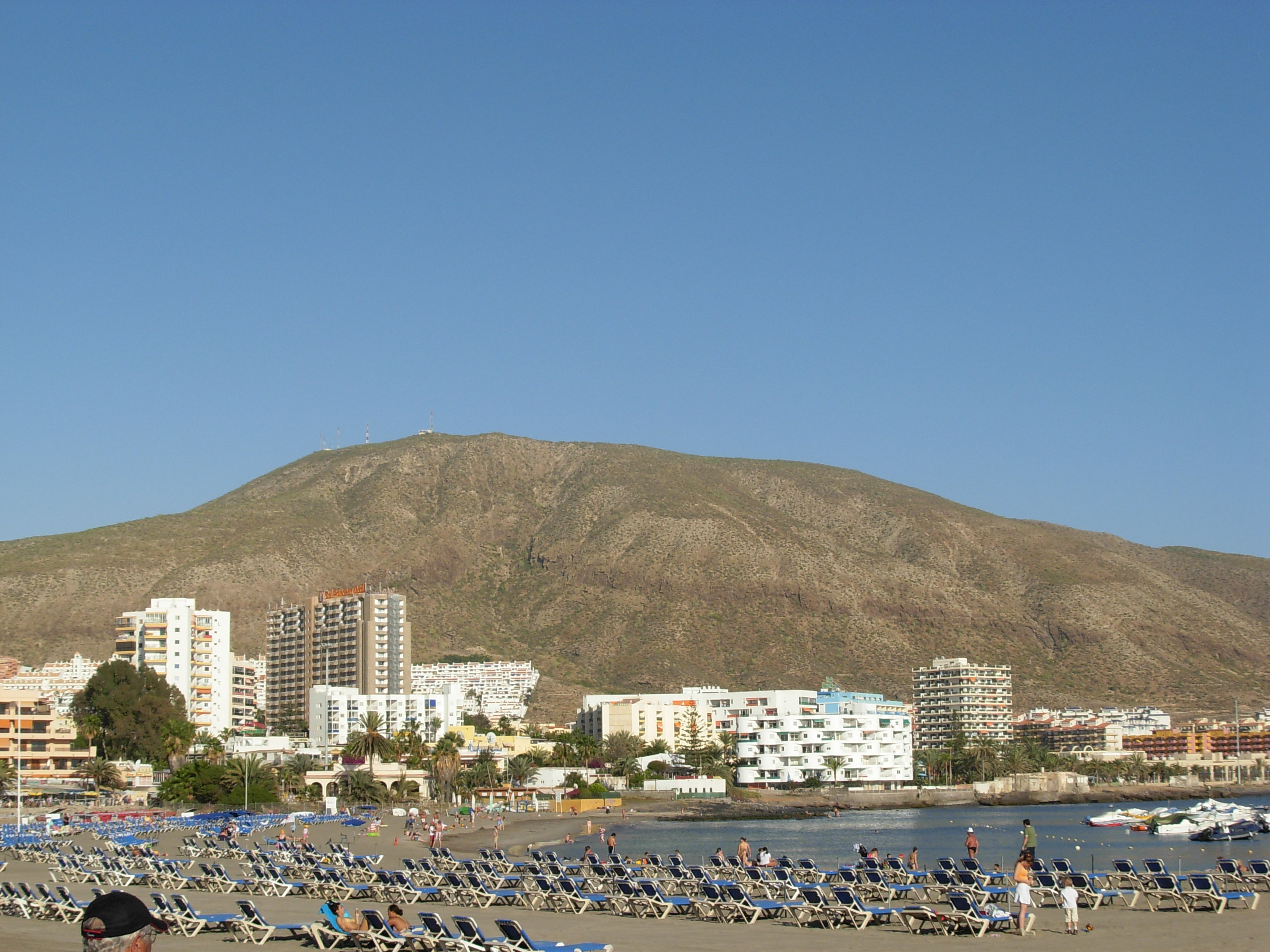
Playa de Los Cristianos.

Las primeras referencias históricas de Los Cristianos datan del siglo XVI cuando ya se describe la existencia de su puerto. A lo largo de los siglos XVII, XVIII y XIX son múltiples las incursiones piratas que amenazan a sus habitantes.
El primer establecimiento permanente de Los Cristianos se produce en la década de 1860 cuando fue descrito por Pedro de Olive como una aldea pesquera en Arona, con tres casas de un piso, una casa de dos pisos y una choza.
La población de Los Cristianos comenzó a crecer alrededor de la segunda mitad del siglo XIX con el advenimiento de la industria y el comercio. Con la amenaza de piratas ahora lejana, Los Cristianos con su puerto natural prosperó como el centro de importación-exportación del sur de Tenerife. En 1909 se construye el primer muelle para permitir una mayor capacidad de operaciones.
La agricultura no figuró en la economía local hasta que la tierra recibiera aguas procedentes de zonas más lluviosas. En 1914 Teofílo Bello Rodríguez consigue llevar agua desde Vilaflor a Los Cristianos con lo que un nuevo futuro se abre ante los ojos de sus habitantes. Pronto se extienden los cultivos de tomates y plátanos en esta localidad sureña.

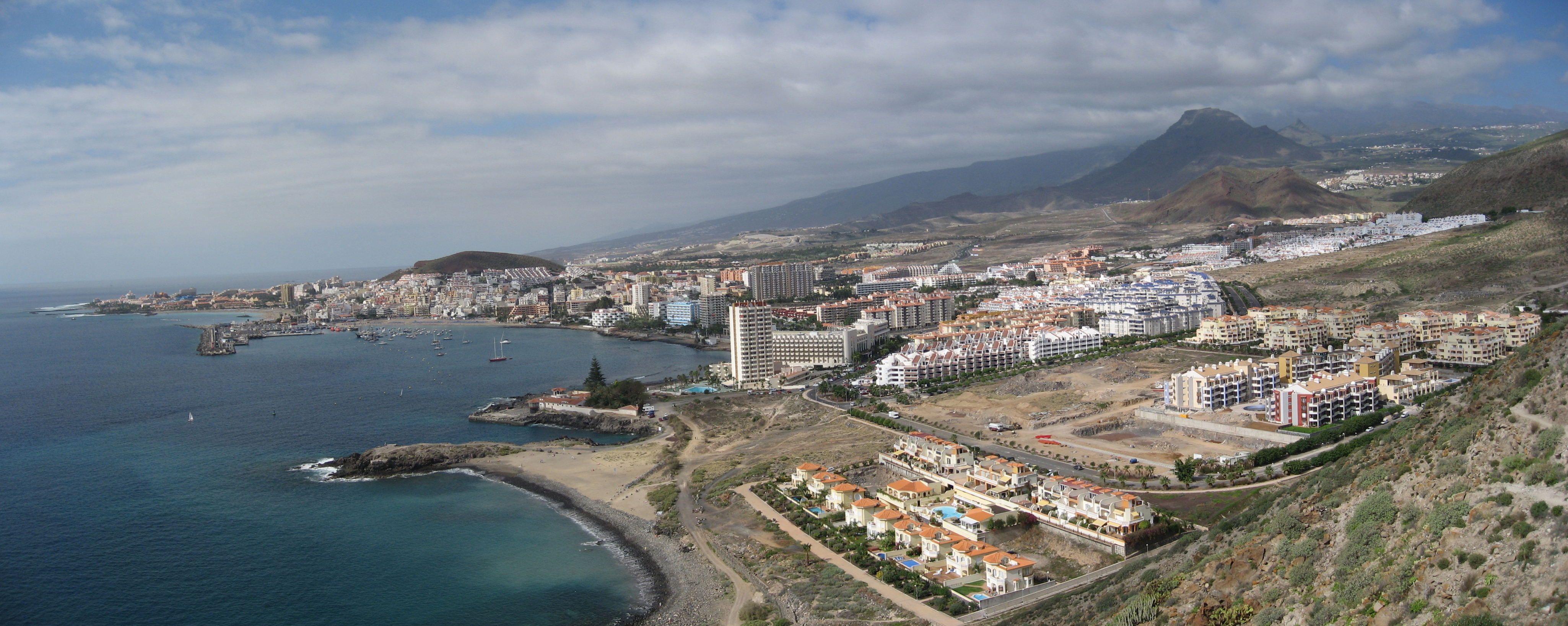
Vista de Los Cristianos desde la montaña de Guaza

En 1924 la población creciente promovió la construcción de una capilla, que fue demolida en 1987 para construir una nueva iglesia de mayores dimensiones.
En 1934 debido al aumento de la pesca y del tráfico comercial, se amplió profundamente el puerto de Los Cristianos con el fin de que pudiera acomodar más y mayores barcos.
En 1975 se inauguró la ruta marítima de transporte diario de pasajeros y mercancías entre Los Cristianos y San Sebastián de La Gomera.
En tiempos de la Segunda Guerra Mundial se construyeron tres pequeñas fortalezas en la línea de costa de Los Cristianos como defensa ante una posible invasión británica. Algunas de estas fortalezas permanecen intactas.
Fue a partir de la segunda mitad del siglo XX cuando la economía de la población empezó a cambiar, pasando de una original basada en el cultivo y la pesca a la actividad turística. Los primeros turistas que llegaron fueron mayoritariamente nórdicos, sobre todo suecos, que dieron origen a una de las principales calles de la población, la avenida Suecia. Estos primeros turistas empezaron a venir con fines terapéuticos debido a las excelencias del clima de la zona. A partir de ahí el turismo ha ido creciendo hasta nuestros días, convirtiéndose de forma exclusiva en la base económica de la población, la cual a su vez experimentó un importante aumento.
Desde 2015, la localidad de Los Cristianos es la sede de la Federación Islámica de Canarias, que es el organismo que agrupa a las asociaciones y comunidades de religión musulmana del archipiélago canario.

## Demografía
| Año        | 2000  | 2001   | 2002   | 2003   | 2004   | 2005   | 2006   | 2007   | 2008   | 2009   | 2010   | 2011   | 2012   | 2013   | 2014   | 2015   | 2016   | 2017   | 2018   |
| ---------- | ----- | ------ | ------ | ------ | ------ | ------ | ------ | ------ | ------ | ------ | ------ | ------ | ------ | ------ | ------ | ------ | ------ | ------ | ------ |
| Habitantes | 9 851 | 10 943 | 13 514 | 14 263 | 14 864 | 16 187 | 16 883 | 17 344 | 18 234 | 19 039 | 19 383 | 18 754 | 19 314 | 20 150 | 18 572 | 18 193 | 17.429 | 16.587 | 16.077 |

## Economía
Hoy en día Los Cristianos es un núcleo turístico que atrae a cientos de miles de visitantes cada año. Además es el principal núcleo comercial del sur de Tenerife, con calles que ofrecen tiendas y restaurantes, bares de tapas, centros comerciales, etc.

### Puerto de Los Cristianos

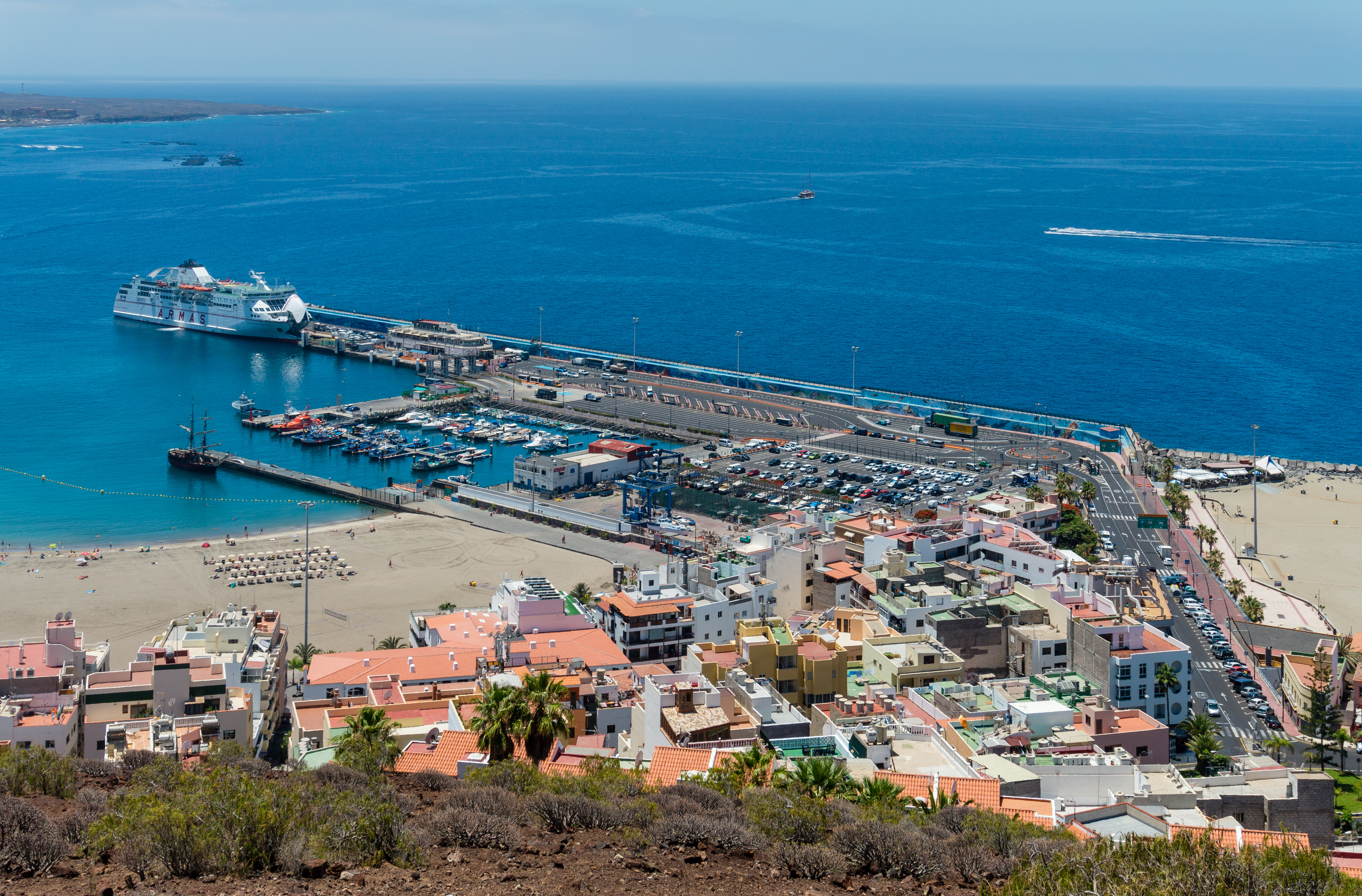
Puerto de Los Cristianos, desde Montaña Chayofita

El recinto portuario de Los Cristianos ocupa un lugar importante en cuanto al volumen de pasajeros en Canarias gracias a sus enlaces con los Puertos de San Sebastián de La Gomera, La Estaca y Santa Cruz de La Palma. A esto se une los diversos barcos que se dedican a la práctica de excursiones turísticas por zonas cercanas como los acantilados de Los Gigantes, Masca o, las visitas a los cetáceos que habitan en las inmediaciones de este puerto. Además el espigón del propio muelle cuenta con un mural de más de 2500 metros cuadrados ("Tres orillas" de Paula Calavera), dedicado a la flora y fauna subacuática presente en Canarias.

## Comunicaciones

### Distancias
| Destino                   | km |
| ------------------------- | -- |
| Adeje                     | 11 |
| Aeropuerto Tenerife Norte | 88 |
| Aeropuerto Tenerife Sur   | 17 |
| Buenavista del Norte      | 74 |
| Candelaria                | 59 |
| El Médano                 | 23 |
| El Teide                  | 63 |
| Garachico                 | 68 |
| Guía de Isora             | 22 |
| Icod de los Vinos         | 58 |
| La Laguna                 | 87 |
| Los Gigantes              | 60 |
| Puerto de la Cruz         | 81 |
| Santa Cruz de Tenerife    | 77 |
| Santiago del Teide        | 39 |
| Vilaflor                  | 41 |

http://www.webtenerife.com/interes/informacion-util/tabla-distancias-tenerife.htm

### Transporte público

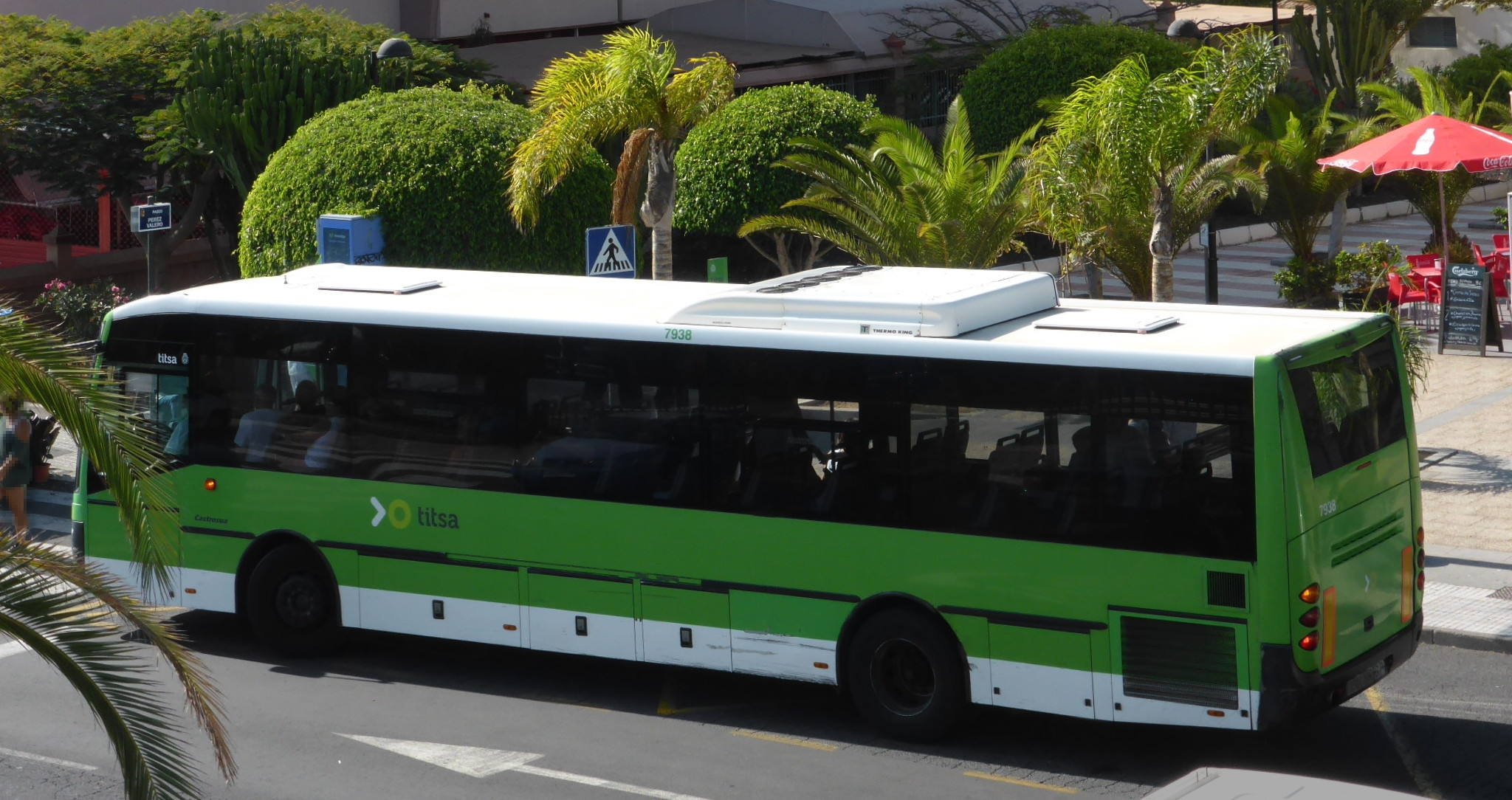
Parada preferente de Los Cristianos en avenida Juan Carlos I

Cuenta con numerosas paradas de taxis, así como con una estación de autobuses, quedando conectado mediante las siguientes líneas de TITSA:
| Línea | Trayecto                                                                 | Recorrido |
| ----- | ------------------------------------------------------------------------ | --- |
| 110   | Sta. Cruz - Los Cristianos - Costa Adeje                                 | Horario/Línea                                                                                                   |
| 111   | Sta. Cruz - Aeropuerto Sur - Los Cristianos - Costa Adeje                | Horario/Línea                                                                                                   |
| 342   | Costa Adeje - Las Cañadas del Teide - El Portillo                        | Horario/Línea                                                                                                   |
| 343   | Puerto de la Cruz - Los Cristianos (por Aeropuerto Norte y Sur) exprés   | Horario/Línea                                                                                                   |
| 416   | Granadilla - Adeje (Los Olivos)                                          | Horario/Línea                                                                                                   |
| 417   | Los Cristianos - Guía de Isora (por Costa Adeje)                         | Horario/Línea                                                                                                   |
| 418   | La Caleta - Estación Costa Adeje - Los Cristianos - Valle de San Lorenzo | Horario/Línea                                                                                                   |
| 450   | Costa Adeje - San Isidro (por Aeropuerto Sur)                            | Horario/Línea                                                                                                   |
| 467   | Costa Adeje - Las Galletas (por Los Cristianos)                          | Horario/Línea                                                                                                   |
| 470   | Parque de la Reina - Las Galletas - Parque de la Reina                   | Horario/Línea                                                                                                   |
| 472   | Los Cristianos - Playa Paraíso - Callao Salvaje                          | Horario/Línea (enlace roto disponible en Internet Archive; véase el historial, la primera versión y la última). |
| 473   | Los Cristianos - Acantilados de Los Gigantes (por Adeje)                 | Horario/Línea                                                                                                   |
| 477   | Los Cristianos - Acantilados de Los Gigantes (directo)                   | Horario/Línea                                                                                                   |
| 480   | Arona - Los Cristianos (por La Camella)                                  | Horario/Línea                                                                                                   |
| 482   | Los Cristianos - Vilaflor (por Arona)                                    | Horario/Línea                                                                                                   |
| 483   | Costa Adeje - El Médano (por Los Cristianos)                             | Horario/Línea                                                                                                   |

## Playas

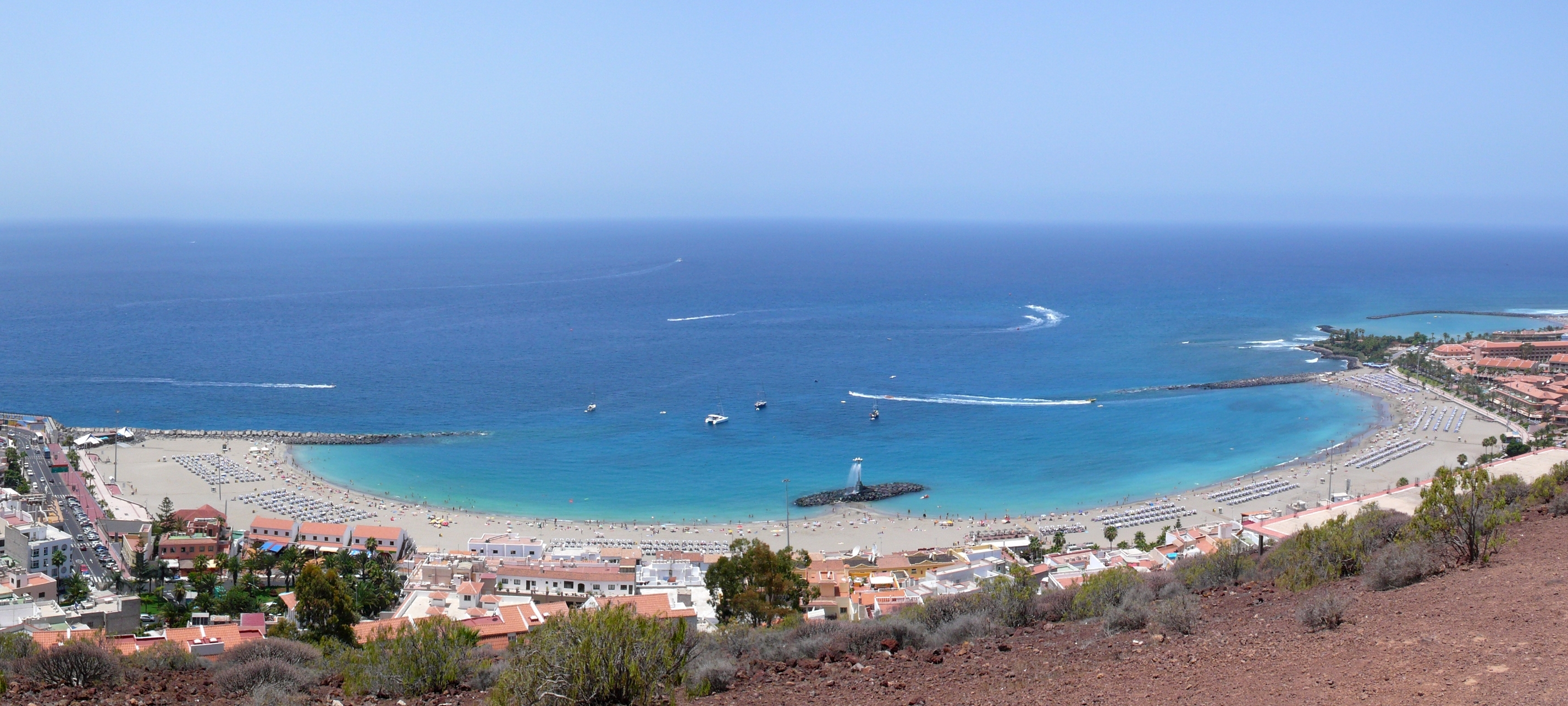
Playa de Las Vistas

En Los Cristianos hay dos importantes playas de la isla de Tenerife: La playa principal —playa de Los Cristianos— es una playa arenosa abrigada por el puerto que dispone de duchas, área de deportes acuáticos, área de juegos para niños, servicios y vestuarios y buenos accesos. La otra es la playa de Las Vistas de arena blanca protegida por un rompeolas que también dispone de instalaciones similares a la anterior.
Hay otras dos pequeñas playas en la localidad: la de Los Tarajales y El Callao. La primera es rocosa y de arena negra donde se sitúan varios hoteles como el Arona Gran Sur o Comunidad Comodoro, y donde también se encuentra una cancha de petanca y un minigolf. El Callao es una solitaria cala rocosa con una pequeña playa de arena negra que es frecuentada por naturistas y nudistas.

## Deportes
Esta localidad del municipio junto con Playa de Las Américas se concentran gran parte de la actividad deportiva, siendo el Complejo Deportivo Jesús Domínguez 'Grillo' uno de los recintos deportivos más frecuentados de Arona. Este complejo es la sede de algunas entidades deportivas como el Club de Natación Los Cristianos, especializado en la modalidad de competición de natación con aletas, el Club de Judo Yogo, los clubes de balonmano Arona y Bamloc, y el CV Arona Tenerife Sur (de primera división nacional).
Además Los Cristianos comparte con Playa de Las Américas el Estadio Olímpico Antonio Domínguez Alfonso. El complejo deportivo de primera categoría cuenta con una capacidad para 7500 espectadores:
- Pista de Atletismo (400 metros, homologada por La RFEA)
- Campo de fútbol con césped natural
- Gimnasio
- Salas de artes marciales
- Centro de rehabilitación y fisioterapia
- Vestuarios

Dicho estadio es sede del Club Deportivo Marino, equipo de fútbol de la localidad. Es lugar de entrenamiento de numerosos atletas tanto locales como internacionales de primer orden.
El estadio tiene función multiusos, en el cual se celebran conciertos con una capacidad para 27 000 espectadores. Artistas internacionales como Ricky Martin, Juan Luis Guerra, Avicii, Carlos Vives, Jennifer Lopez, Marc Anthony o Rudimental han actuado en el. 
Cuenta con un campo de fútbol anexo, separado por el Camino de Las Madrigueras, de césped artificial, para aliviar los usos del estadio principal.

## Lugares de interés
- Auditorio Infanta Leonor
- Campo de Golf Las Américas

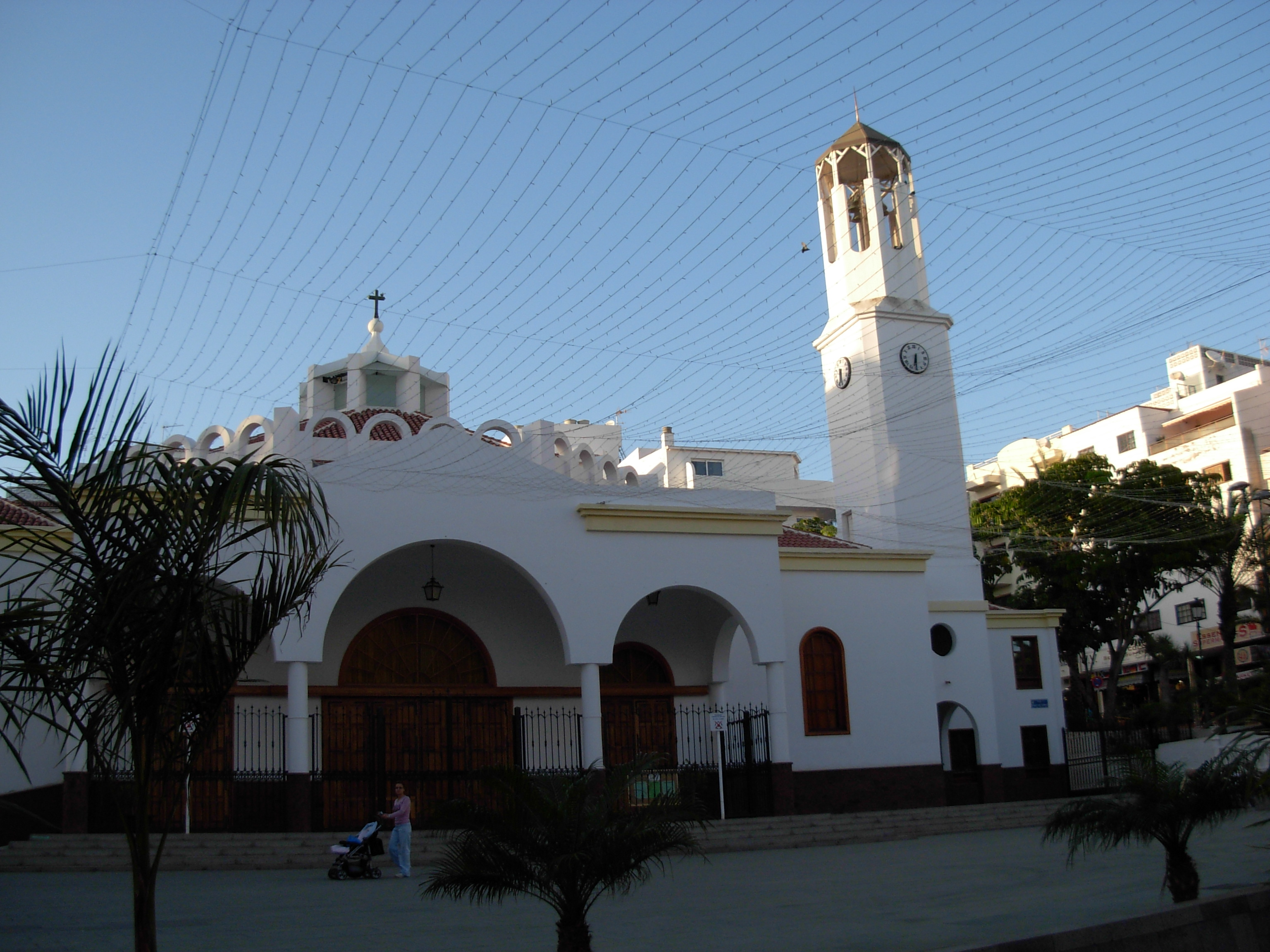
Iglesia parroquial de Ntra. Sra. del Carmen

- Complejo Deportivo Jesús Domínguez 'Grillo'
- Mercadillo de Arona
- Centro Cultural de Los Cristianos
- Plaza e iglesia de la Virgen del Carmen
- Paseo Marítimo de la bahía y Las Vistas
- Playa de El Callao
- Playa de Las Vistas
- Playa de Los Cristianos
- Playa de Los Tarajales
- Puerto de Los Cristianos